# Casa Paregort
La Casa Paregort és una obra de la Vall de Boí (Alta Ribagorça) protegida com a Bé Cultural d'Interès Local.

## Descripció
Unitat tipològica de tipus familiar, agrícola i ramadera, que inclou casa, paller i era. La casa té tres pisos d'alçada.
Cal destacar una finestra amb llinda de pedra amb relleu -possiblement reutilitzada- que dona a la façana del carrer.
Aquesta casa compta amb elements com la finestra descrita, un portal d'accés amb porta adovellada i fustam, així com la coberta, a doble vessant. Tot plegat fa que resulti una edificació amb força trets distintius.